# Nemesis Inferno
Ne doit pas être confondu avec Nemesis (Alton Towers).
Pour les articles homonymes, voir Némésis (homonymie) et Inferno.
Nemesis Inferno sont des montagnes russes inversées du parc Thorpe Park, situé à Chertsey dans le Surrey, au Royaume-Uni.

## Statistiques
- Force g : 4.5 g
- Trains : 7 wagons par train. Les passagers sont placés par 4 de front sur une seule rangée pour un total de 28 passagers par train.
- Thème : Thématique d'un volcan avec une descente entrant dans un cratère ou une caldeira.

## Galerie

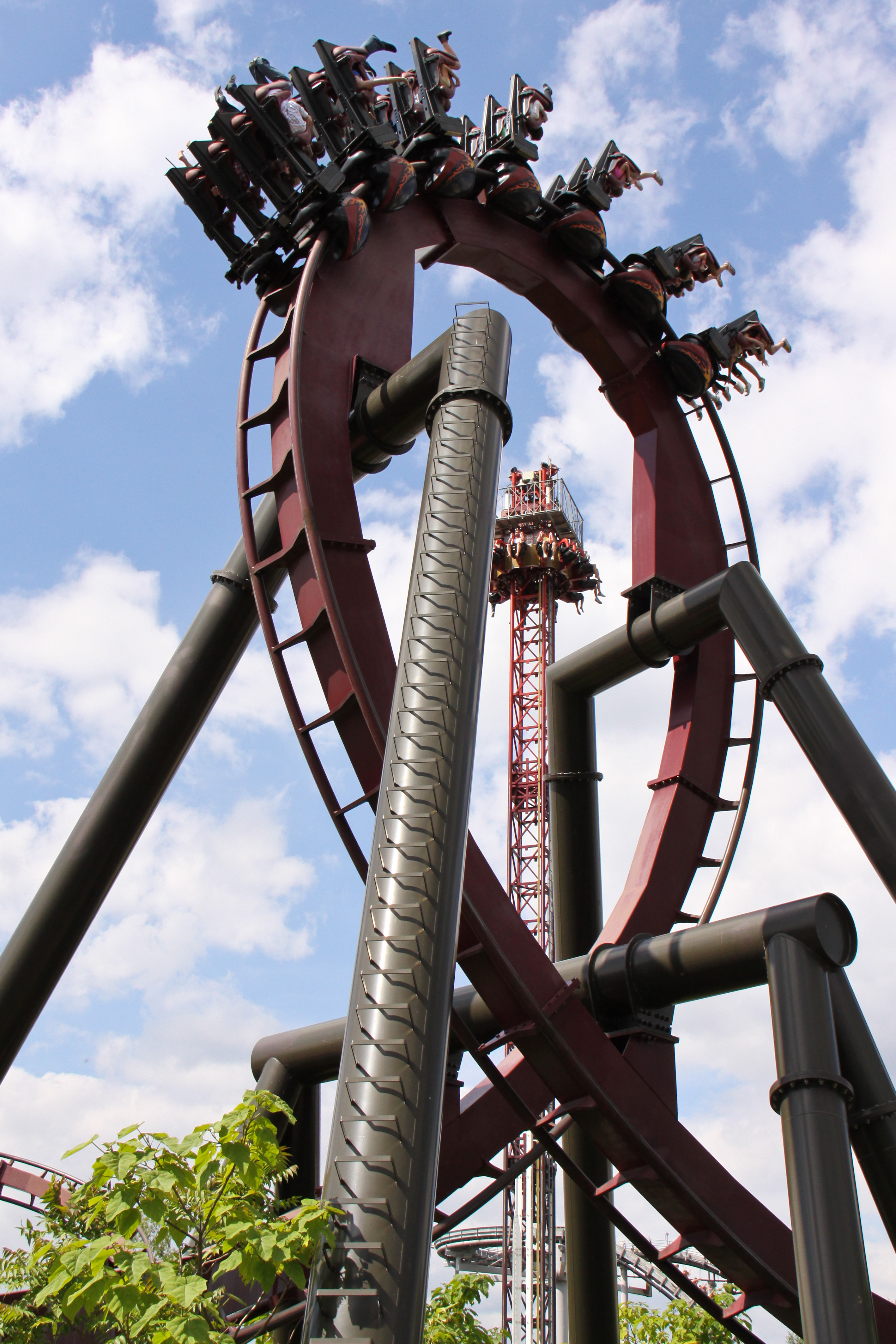
Le looping de Nemesis Inferno.
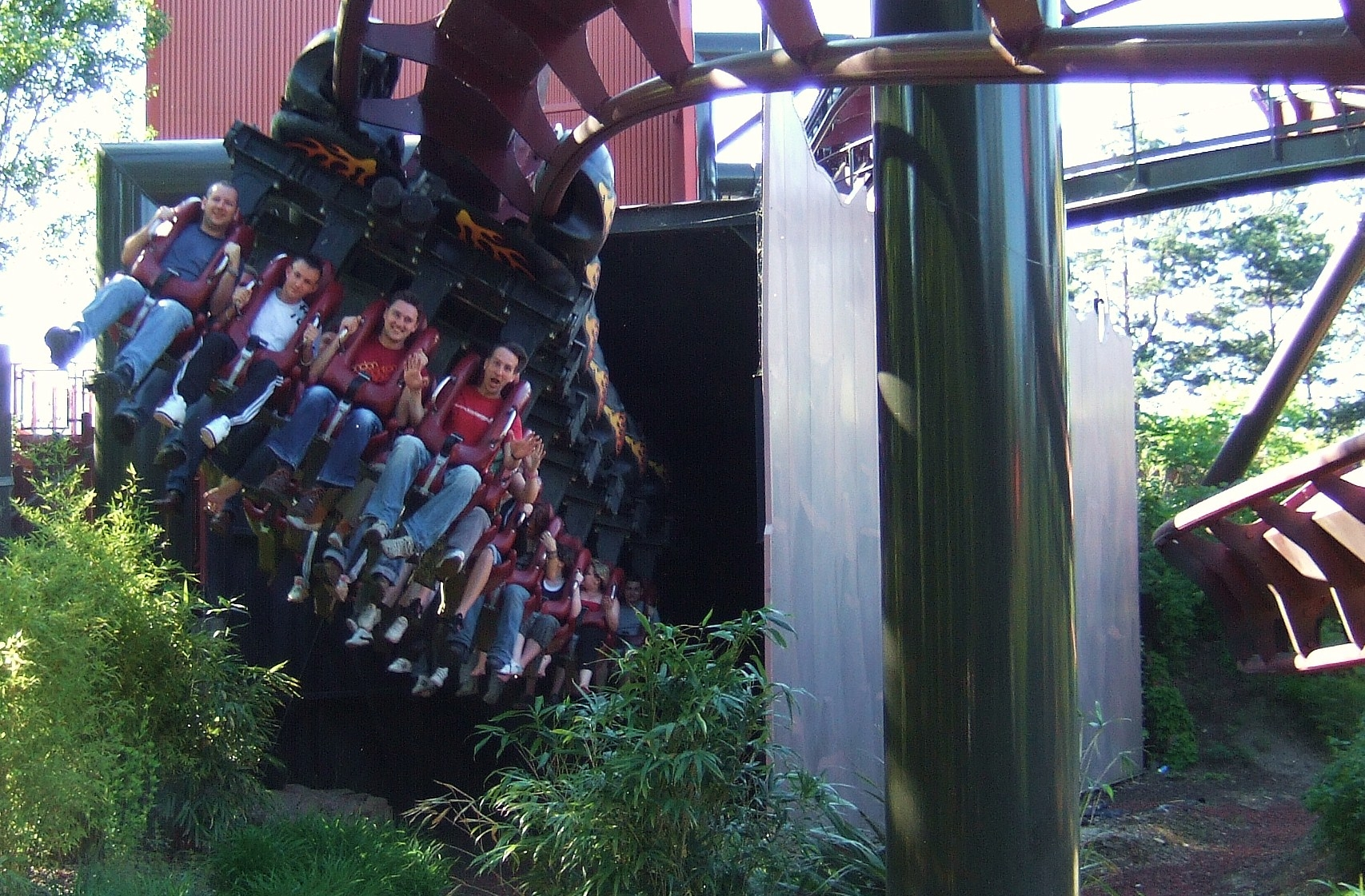
Le train à la sortie du tunnel.
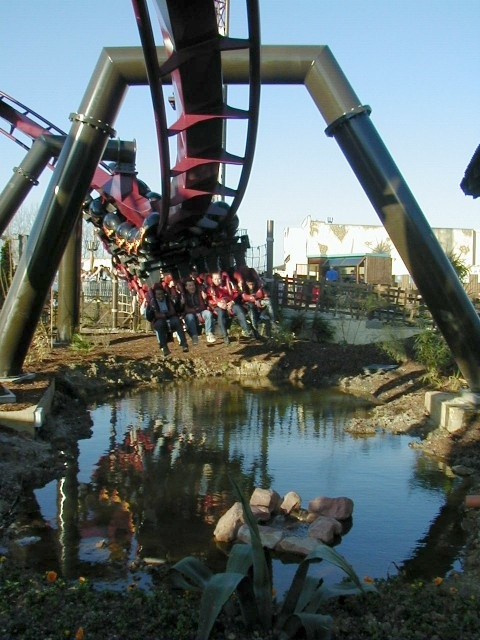
Le train situé sous les rails.
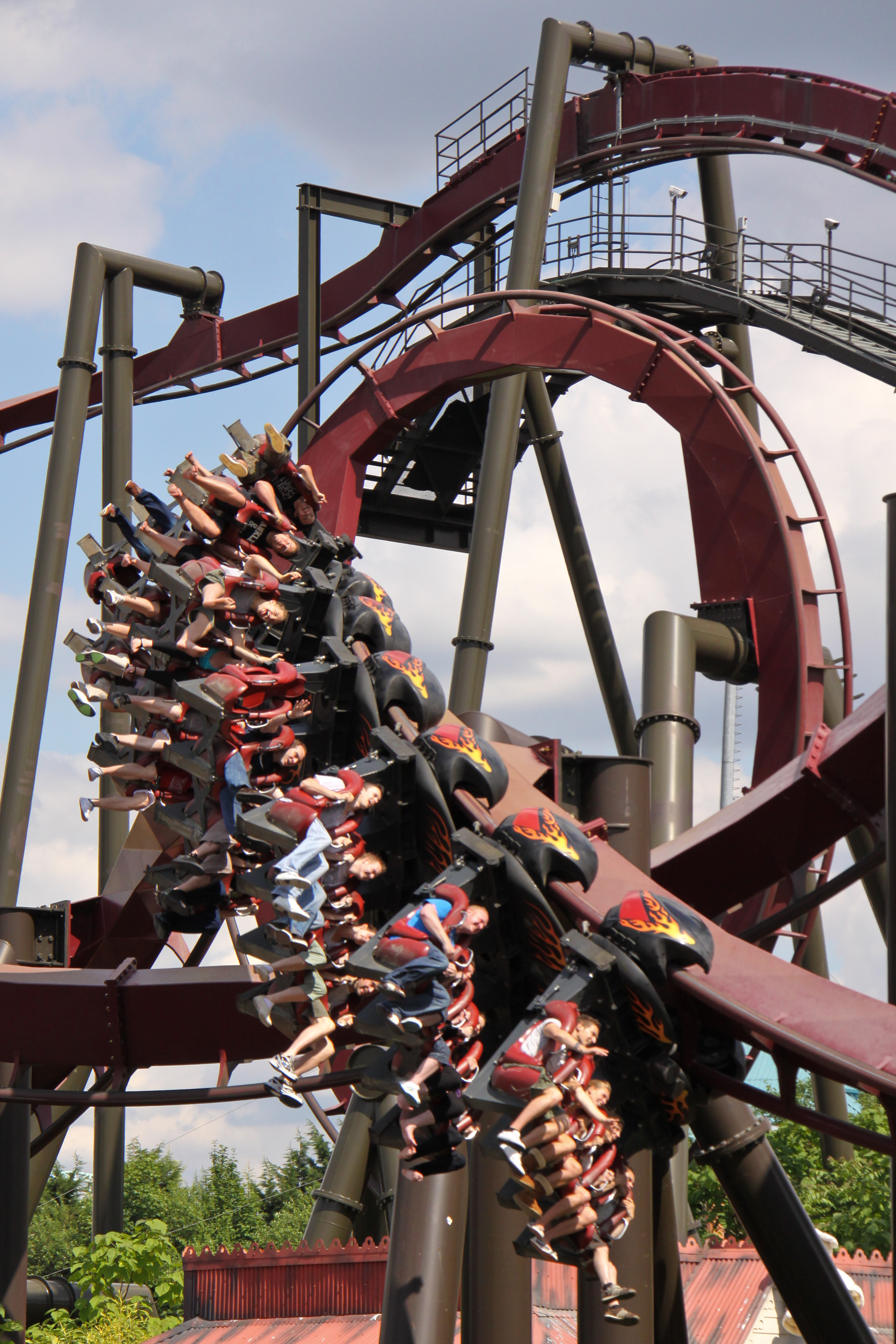
Passage de la vrille.